# アドベントリース
アドベントリース(英語: Advent wreath)、別名アドベントクラウン(英語: Advent crown)はキリスト教で伝統的に用いられるリースで、西方教会の教会暦においてアドベントの4週間の経過を象徴する。ルーテル教会で昔から行われていた習慣だが、現在は多くの他の宗派にも広がっている。
通常は4本のキャンドルがついた常緑樹のリースを水平に置くものだが、時折中心に白いキャンドルを置いて5本にすることもある。アドベントの最初の日曜日に置き、聖書を読んだり、日々の祈りや祈禱の実施とともにキャンドルに火をともす。その後毎週1本ずつキャンドルに火をともし、クリスマス前の最後の日曜に4本になるまで続ける。アドベントリースには5本目のキャンドルを加えることも多く、これはキリストのキャンドルで、クリスマスイヴかクリスマス当日に火をともす。この習慣は家庭で行われる他、教会において会衆の前で行うこともある。

## 歴史
アドベントリースのコンセプトは16世紀ドイツのルーテル派にさかのぼるものである。しかしながら、現在のような形のアドベントリースが確立するには三世紀を要した。

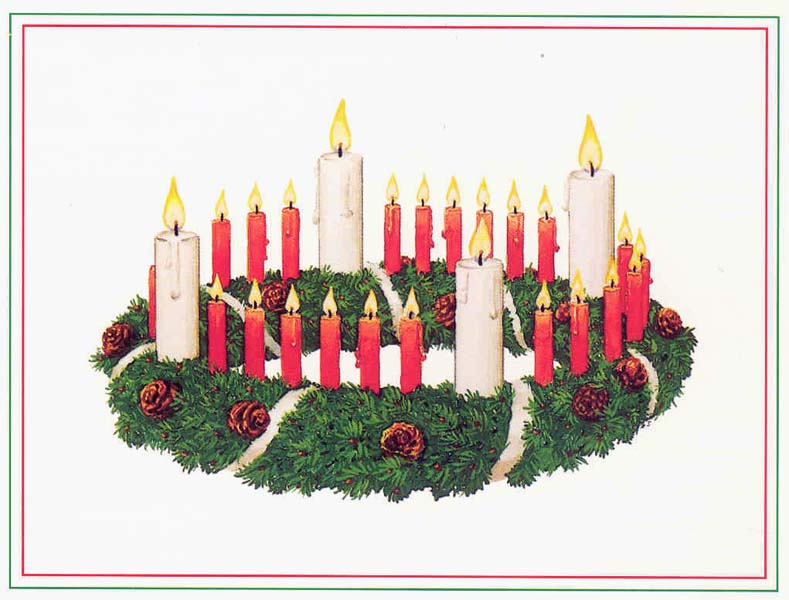
ヴィヘルンによるアドベントリースのデザイン

ドイツのプロテスタント牧師で、都市貧困層への伝道のパイオニアであったヨハン・ヒンリッヒ・ヴィヘルン(1808-1881)が19世紀に現代的なアドベントリースを開発したのではないかと言われている。ヴィヘルンがハンブルクで創設したミッションスクール、ラウエス・ハウスの子どもたちは、アドベントの間に毎日、クリスマスは来たかと尋ねていたという。1839年にヴィヘルンは古い車輪から作った大きな木製の輪に20本の小さな赤いキャンドルと4本の大きな白いキャンドルをつけたものを作った。小さいキャンドルはアドベントの間、毎週平日と土曜日に連続して点灯し、日曜日には大きな白いキャンドルに火をともす。この習慣がドイツのプロテスタント教会で広がるようになり、今日知られている4本か5本のキャンドルがついた小さいリースへと発展した。ドイツのカトリック教会では1920年来頃からこの習慣を採用するようになり、1930年代には北アメリカにも広がった。 
1964年に、針金のハンガーとティンセルを用いて自宅で作るアドベントリースが週2回放送されていた子ども向けテレビ番組『ブルー・ピーター』に登場した。この「工作」はこの番組の最も有名な呼び物のひとつとなり、毎年放送され、大部分はイングランド国教会信徒であった視聴者にこの伝統を紹介することとなった。火災の危険があるため、のちにキャンドルはクーゲル(飾り玉)に置き換えられた。
その後、東方正教会の家庭でも、正教会の伝統にもとづき、西方教会のアドベントに相当するがより長期にわたる、クリスマスの断食期間を象徴する6本のキャンドルをつけたアドベントリースを取り入れるようになったところがある。

## 形状
アドベントリースは神の無限の愛を象徴する丸い形をしていて、通常は「イエス・キリストがもたらす永遠のいのちの希望を示す」常緑樹の葉を用いる。アドベントリースの中には、ふつうアドベントの4週間を示し、かつ「キリストの降誕を通して世界にもたらされたキリストの光」をも象徴するキャンドルをつけるが、キャンドルの1本1本にもそれぞれ意味がある。ひとつひとつのキャンドルは、多くの伝統で1本目が希望、2本目が平和、3本目が喜び、4本目が愛というキリスト教の概念を表すと考えられている。多くのアドベントリースにおいて、クリスマスの12日の到来を象徴する白いキャンドルを中心に置き、これは時として「キリストのキャンドル」を呼ばれる。このキャンドルはクリスマス・イヴかクリスマスの当日にともす。キリストのキャンドルは白く、これは西方教会において白が伝統的に祝祭の色とされているためである。
カトリック及びプロテスタントの教会の多くでは、この白いキャンドルを囲む4本のアドベントキャンドルの色として、アドベントの日曜日の典礼用祭服の色と同じスミレ色とバラ色が一番よく使われる。西方教会の諸宗派にとって、スミレ色は歴史的にアドベントの4回の日曜日のうち3つの日の典礼の色であり、伝統的に懺悔の期間を示す色とされている。青もまたアドベントの祭服及びアドベントキャンドル両方の色として人気があり、とくにイングランド国教会及びメソジストでよく使われる。こうした宗派ではセーラム典礼で青が使われ、さらにルーテル派教会でも青が好まれることもある。青は希望と待望を意味するという解釈があり、これはアドベントの時期が持つ意味と一致する。バラ色はアドベントの第三日曜日の典礼の色であり、この日はガウデテ・サンデイと呼ばれているが、これはラテン語で「喜ぶ」を示す語からきている一方、アドベントの第三日曜日に行うミサや礼拝において伝統的に最初に唱える祈り(入祭唱)の一行目からもきているものでもあり、これはアドベントにおける懺悔が中断することを示す。3本目のキャンドルじたいは喜びを示し、しばしば他の3本とは違う色になる。 
他のプロテスタント教会、とくにイギリスの教会では、アドベントリースには4本の赤いキャンドルをつけるのがふつうで、これはこの地域で使われている伝統的なクリスマスの装飾を反映するものである。カトリック教会のベネディクト16世が使用したアドベントリースにも4本の赤いキャンドルがついていた。

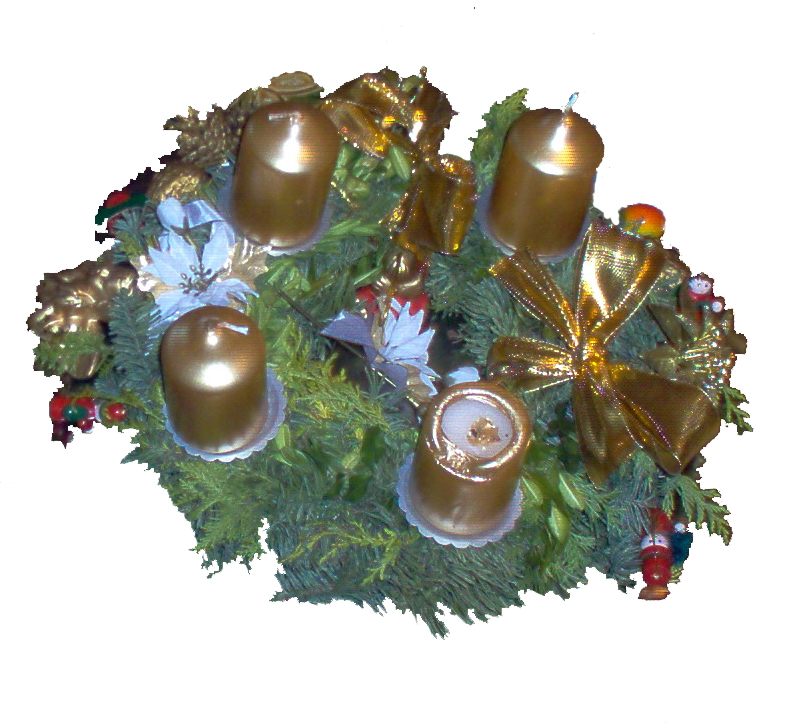
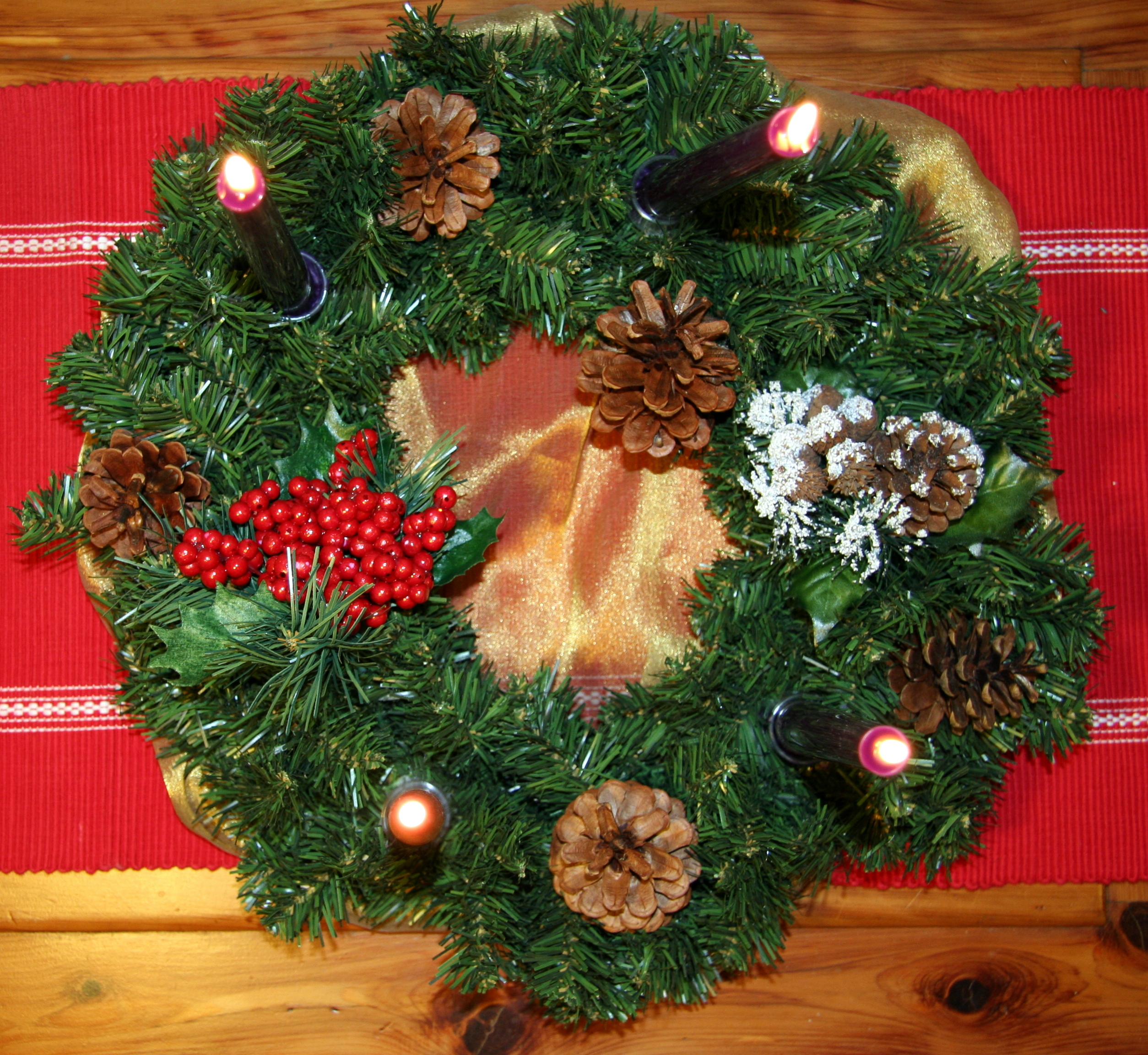
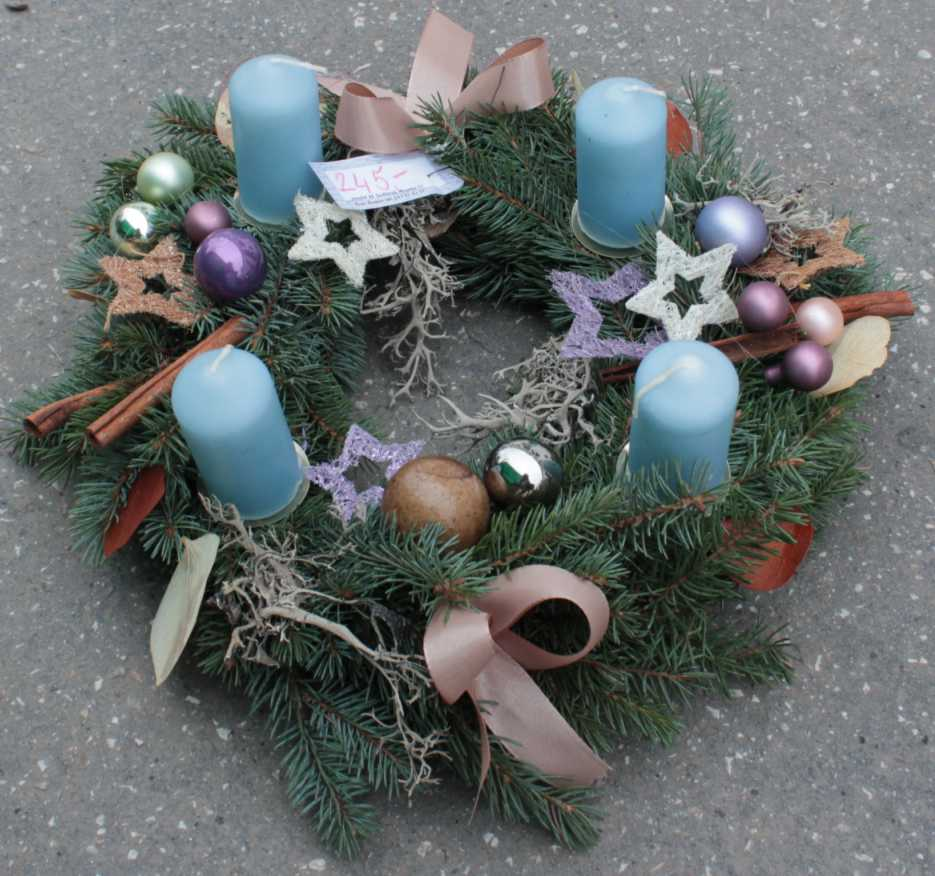